# Smyrna brass
Smyrna Brass är ett brassband som bildades år 1943 med rötterna i Smyrnakyrkan i Göteborg.
Smyrna Brass har flera år deltagit i Svenska Brassbandfestivalen som årligen hålls under november i Värnamo. 2007 blev de 4 i B-klassen och 2008 tog de 2:a-platsen i division 1.